# Wimbledon Championships 1887
Die elften Wimbledon Championships fanden 1886 auf dem Gelände des All England Lawn Tennis and Croquet Club an der Worple Road statt. Mit nur 16 Spielern bei den Herren und fünf bei den Damen im All-Comers-Wettbewerb musste ein Teilnehmer-Negativrekord verzeichnet werden. William Renshaw trat aufgrund eines Tennisarms nicht zur Titelverteidigung an.
Charlotte Dod, die sich bei den Damen durchsetzen konnte, war mit 15 Jahren und 285 Tagen die bisher (Stand: 2020) jüngste Wimbledon-Siegerin.

## Herreneinzel
Der bereits 36-jährige Herbert Lawford konnte in Abwesenheit seines Rivalen William Renshaw seinen einzigen Wimbledon-Titel erringen. Im Finale lag er bereits mit 1:2 Sätzen gegen Ernest Renshaw zurück, konnte dann aber den vierten und fünften Satz für sich entscheiden.

## Dameneinzel
Im All-Comers-Wettbewerb traten nur fünf Spielerinnen an. In der Challenge Round konnte sich Charlotte "Lottie" Dod bereits bei ihrem ersten Auftritt in Wimbledon gegen die Vorjahressiegerin Blanche Bingley durchsetzen. Dod errang damit den ersten von fünf Titeln bis 1893.

## Herrendoppel
Da die Brüder Renshaw nicht im Doppel antraten, kam es im Finale zur Begegnung zwischen Herbert Wilberforce und Patrick Bowes-Lyon sowie James Herbert Crispe und E. Barratt-Smith. Wilberforce und Bowes-Lyon siegten in drei Sätzen mit 7:5, 6:3 und 6:2.